# Battaglia del Qalamun
La battaglia di Qalamun o campagna del Qalamun è stata una serie di operazioni militari svolte dall'esercito siriano nella regione montuosa del Qalamun, al confine con il Libano, contro le milizie ribelli nel contesto della guerra civile siriana.
La regione è strategicamente importante in quanto rappresenta una indispensabile fonte di approvvigionamento dei ribelli. Infatti, oltrepassato il confine libanese, sorge la cittadina sunnita di Arsal, che, oltre a offrire rifugio ai miliziani, rappresenta uno snodo per il traffico di armi e uomini oltre confine. Inoltre la regione del Qalamun affianca la strada di collegamento tra Damasco e Homs che viene spesso tagliata dalle incursioni dei ribelli.
La campagna inizia il 15 novembre 2013 con l'attacco alla cittadina di Qara e si conclude il 26 aprile 2014 con la resa dei ribelli nella cittadina di Zabadani. Il successo della campagna del Qalamun premette al governo siriano di controllare totalmente il confine libanese e dividere nettamente il fronte ribelle tra il sud e il nord del paese.

## Preparazione dell'offensiva
L'offensiva governativa verso la regione del Qalamun era largamente attesa fin dall'inizio dell'ottobre 2013. Infatti può essere vista come un proseguimento della battaglia di Qusayr sia per la vicinanza geografica, che per il simile obiettivo di chiudere ai ribelli l'accesso al Libano. Inoltre, a seguito della rotta di Qusayr, gran parte dei ribelli è riparata in questa regione.
Alcune fonti ipotizzano che l'attacco sia stato posticipato a seguito del rischio di intervento internazionale in Siria del settembre 2013.
La presenza ribelle nell'area è profondamente radicata. Infatti il Qalamun è sotto il controllo dell'Esercito Siriano Libero fin dal 2012 e, a differenza del resto del paese, non si sono mai verificati scontri significativi con l'esercito regolare. Questo ha permesso la formazione nella città di Yabrud, la più popolosa della regione, di un "governo" indipendente e democraticamente amministrato. I membri più moderati dell'opposizione siriana sono anche riusciti a isolare inizialmente le frange fondamentaliste islamiche. Grazie all'accesso con il Libano, il Qalamun ha goduto anche della possibilità di commercio e contatti con l'estero. Generalmente in questa regione entravano in Siria i corrispondenti della stampa internazionale.
Dopo la rotta di Qusayr, nell'estate 2013, si riversano nel Qalamun le milizie appartenenti alle frange più estreme del fondamentalismo islamico, modificando notevolmente i rapporti di forza con l'ESL.
Per tutto il mese di ottobre vengono ammassate truppe siriane sulle direttrici di accesso alle aree controllate dai ribelli e vengono dislocate le milizie Hezbollah sia sul lato siriano che su quello libanese, in vista di un potenziale sconfinamento delle operazioni.
Prevedendo l'offensiva anche i ribelli mobilitano le proprie milizie. Si stima che il loro numero sia arrivato a quasi 40 000 unità, ben equipaggiate grazie all'afflusso di armi dal Libano e dalla produzione di armamenti (soprattutto mortai) organizzata nelle fabbriche di Yabrud.

## L'apertura dell'autostrada M5

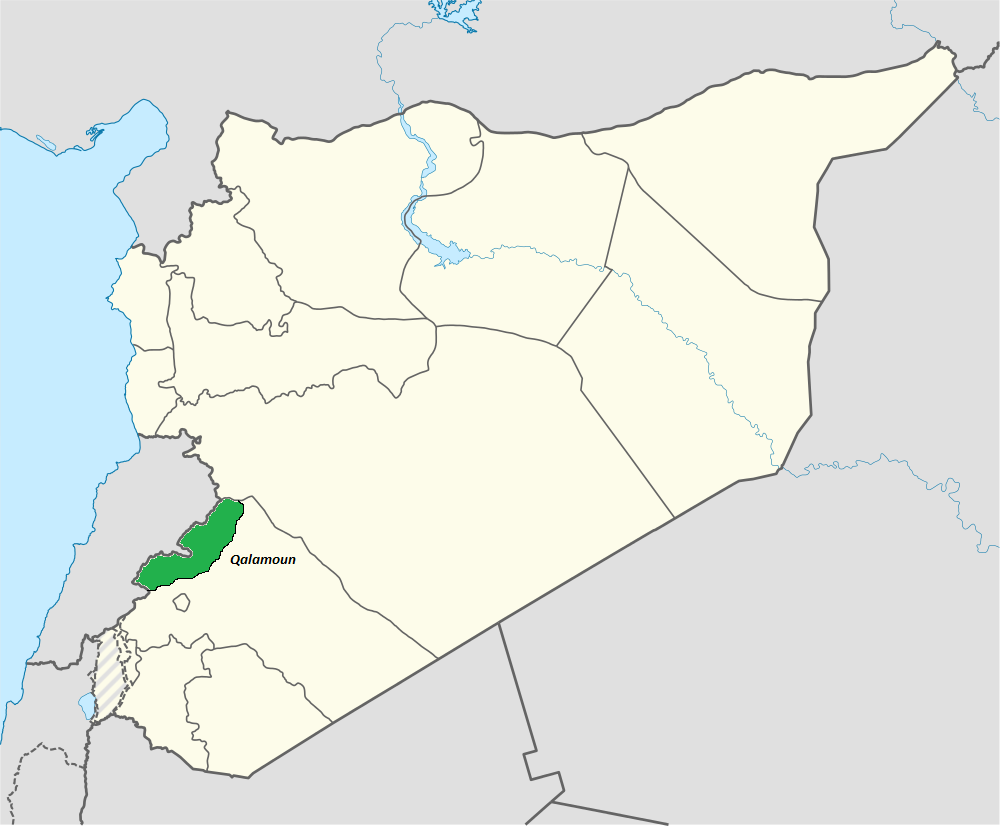
Posizione della regione del Qalamun in Siria.

### Qara
L'esercito governativo non scatena un attacco a sorpresa, ma annuncia l'avvio delle operazioni militari con un comunicato il 15 novembre 2013. La direttrice d'attacco è la valle d'accesso al Qalamun nei pressi di Qara, cittadina che viene anche attraversata dall'autostrada M5 che collega Damasco a Homs. Il comunicato permette a 1 200 - 1 700 famiglie di Qara di lasciare la città. La maggioranza oltrepassa il confine libanese diretta ad Arsal.
La prima fase dell'attacco consiste in una serie di bombardamenti sulla città utilizzando anche l'aviazione. Il 17 novembre l'esercito siriano avanza sulle colline intorno a Qara continuando a bombardare la città e tentando di entrare, ma incontra forte resistenza da parte dei ribelli. Il 18 novembre vengono conquistate le zone chiave della città e i ribelli sono costretti a ritirarsi verso sud lasciando la città sotto completo controllo dell'esercito che annuncia la sua conquista il 19.
Il 20 novembre l'esercito siriano si attesta a Qara e nella periferia delle città di An-Nabk e Deir Attiyeh, obiettivo della prossima avanzata.

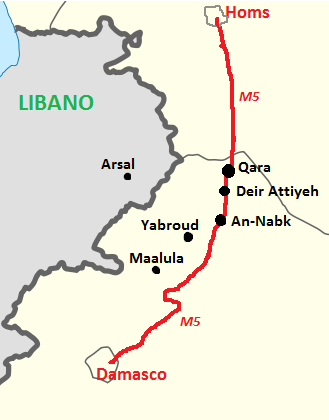
Dettaglio delle città coinvolte nella campagna del Qalamun

### Deir Attiyeh
I ribelli lanciano una controffensiva gestita dalle milizie islamiste, tra cui il Fronte al-Nusra. Vengono condotti simultaneamente tre attacchi suicidi, due contro un checkpoint militare e un edificio dell'esercito alla periferia di An-Nabk e uno, condotto da miliziani di origine saudita, contro un ospedale di Deir Attiyeh. Il successivo attacco dei ribelli viene respinto dall'esercito al prezzo di più di 10 morti e con il fondamentale appoggio dei miliziani Hezbollah. La controffensiva ribelle prosegue il 22 novembre, quando i miliziani del Fronte al-Nusra e dello Stato Islamico dell'Iraq e Levante riescono ad occupare la città di Deir Attiyeh, già parzialmente controllata dalle truppe governative anche perché a maggioranza cristiana. L'esercito regolare è costretto a ritirarsi sulle colline circostanti.
Il 25 novembre l'esercito lancia l'offensiva per riprendere controllo della città e contemporaneamente vengono eseguiti una serie di bombardamenti aerei sulla città di An-Nabk.
Il 28 novembre la città viene definitivamente riconquistata.

### An-Nabk
Nello stesso giorno della riconquista di Deir Attiyeh, l'esercito siriano lancia l'offensiva su An-Nabk. Questa città rappresenta l'ultimo bastione ribelle attraverso cui scorre l'autostrada M5 ed è l'ultima linea di difesa prima di Yabrud. Per questo motivo la resistenza dei miliziani ribelli è estremamente dura. In prima linea sono schierate le formazioni jihadiste, che utilizzano attentati suicidi per bloccare l'avanzata.
Il 1º dicembre l'esercito siriano riesce a controllare il 60% della città. I combattimenti si susseguono. Tuttavia, riuscendo a mettere in sicurezza il versante sud-est di An-Nabk, il governo siriano annuncia la riapertura dell'autostrada M5 il 7 dicembre 2013.
Il 10 dicembre viene proclamata la conquista della città benché rimangano ancora sacche di resistenza nella periferia ovest. La televisione nazionale siriana trasmette una diretta dalla piazza centrale di An-Nabk mostrando la popolazione in festa.

## L'attacco ribelle a Maalula

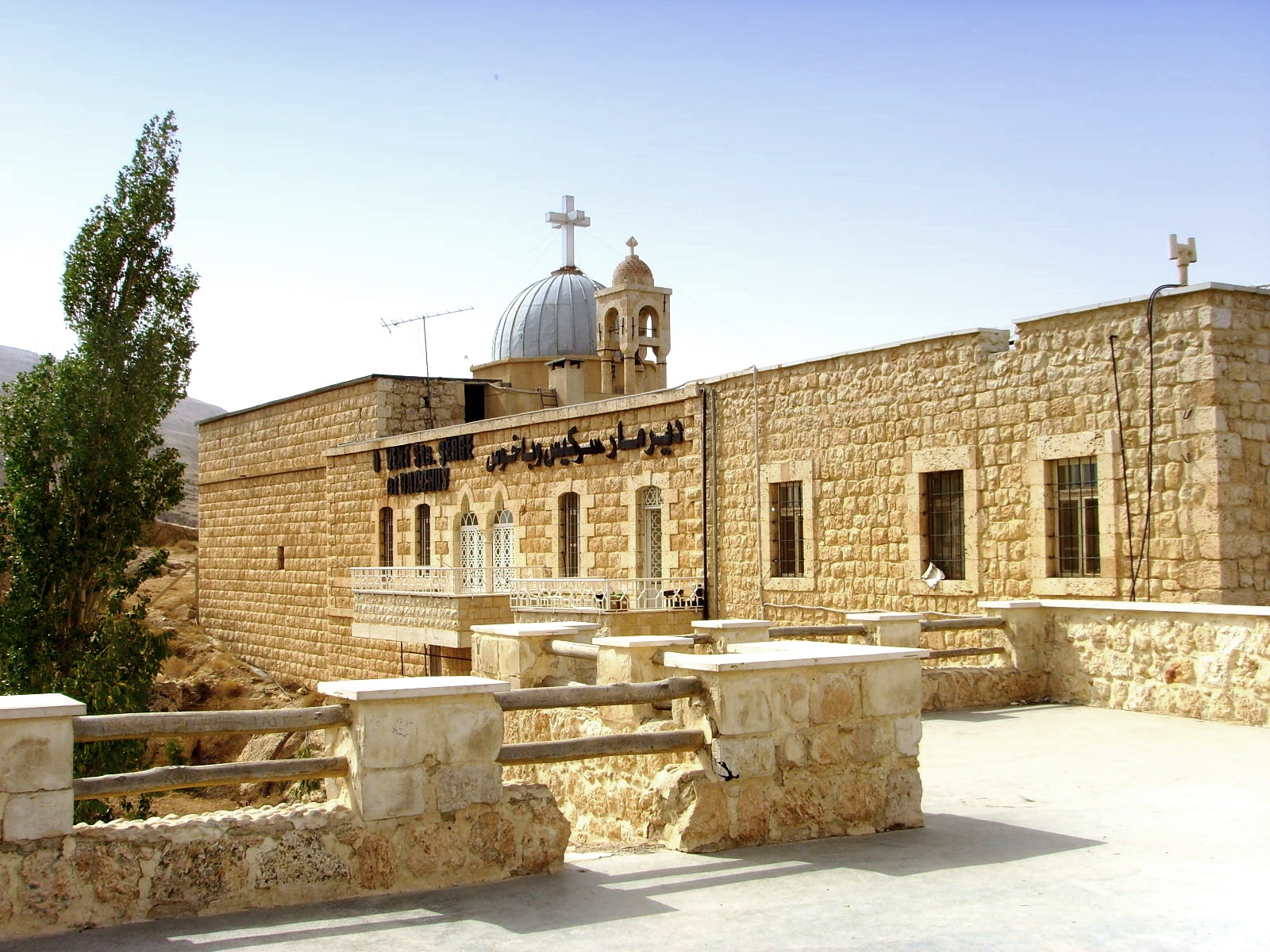
Monastero di S.Sergio a Maalula.

Parallelamente all'offensiva governativa su An-Nabk, i ribelli organizzano un attacco diversivo verso la cittadina di Maalula, nell'area centro-sud del Qalamun e oggetto di combattimenti già nel settembre 2013.
Scopo dell'attacco è l'alleggerimento della pressione su An-Nabk impegnando l'esercito siriano su un altro fronte.
Maalula ha un forte significato simbolico in quanto è uno dei più importanti centri religiosi cristiani della Siria. È una delle ultime tre città al mondo in cui si parla aramaico e per questo candidata ad entrare nel patrimonio UNESCO.
La popolazione locale, solidale con il governo, ha creato una propria milizia popolare cristiana, poi confluita nella Forza Nazionale di Difesa, con lo scopo di difendere i santuari cristiani dalle incursioni delle milizie islamiste.
Il 29 novembre sono proprio i miliziani jihadisti del Fronte al-Nusra e dello Stato Islamico dell'Iraq e Levante ad attaccare. Riescono ad entrare in città, sconfiggere le deboli difese dei miliziani cristiani e occupare i monasteri, tra cui quello di S.Tecla.
Il 2 dicembre i ribelli bombardano il centro della città dalle alture circostanti e, entrando nel centro storico, assumono il completo controllo di Maalula.
Un evento particolarmente significativo è la cattura di 12 suore, tra cui la madre superiora, nel convento ortodosso di S.Tecla. Le suore vengono condotte a Yabroud come ostaggio.
La città in mano ai fondamentalisti islamici subisce ripetuti episodi di odio settario. Sono riportate uccisioni di civili che si rifiutano di convertirsi all'Islam e la devastazione dei luoghi di culto cristiani.
Il 3 dicembre Maalula viene raggiunta dai rinforzi dell'esercito siriano che attaccano le posizioni dei ribelli senza però riuscire a entrare in città.
Il conflitto raggiunge lo stallo e Maalula rimane sotto controllo ribelle e assediata dalle forze governative.

## L'assedio di Yabrud e stallo
A seguito della conquista di An-Nabk da parte dell'esercito governativo, le milizie ribelli nel Qalamun controllano solo la roccaforte di Yabrud e alcuni villaggi di montagna. Il 10 dicembre l'esercito governativo predispone l'attacco alla città muovendo le truppe nell'area delle fattorie di Rima, già nei sobborghi est di Yabrud. Vengono condotti alcuni bombardamenti aerei e di artiglieria sulla città.
Il 15 dicembre alcuni organi di stampa siriani annunciano l'attacco a Yabrud "in poche ore".
Invece l'esercito mantiene le posizioni, limitandosi a cingere d'assedio la città.
La radicata presenza dei ribelli e il valore simbolico della città più popolosa della regione, porta le truppe governative ad essere cauti su un'offensiva diretta, preferendo un assedio caratterizzato da bombardamenti aerei e terrestri.
Anche a causa delle cattive condizioni meteorologiche di fine dicembre, l'avanzata nel Qalamun entra in una fase di stallo.
La fine di dicembre e il mese di gennaio vedono numerose operazioni dell'esercito siriano che conduce una serie di imboscate contro le milizie ribelli.
L'operazione più importante viene condotta da un commando dell'esercito siriano, che nella notte del 1º febbraio 2014 riesce ad assumere il completo controllo delle alture di Al-Naamat, a ridosso del confine libanese e della strada che collega Yabrud ad Arsal.

## Riprende l'offensiva governativa

Linea del fronte della campagna del Qalamun. In rosso le aree controllate dall'esercito regolare, in verde quelle controllate dai ribelli e in marrone le aree di scontro

La situazione di stallo nel Qalamun si interrompe il 12 febbraio 2014, quando l'aviazione siriana conduce tra le 15 e 20 operazioni di bombardamento sulla città di Yabrud.
Parallelamente l'esercito siriano avanza verso le cittadine a nord di Yabrud, con l'obiettivo di tagliare definitivamente la linea di approvvigionamento con il Libano, controllare le colline intorno a Yabrud e completare l'accerchiamento della città. Il successo più importante è la conquista del villaggio di al-Jarajir, sulle colline a nord ovest di Yabrud.
Il 17 febbraio l'esercito annuncia il taglio della strada che collega Yabrud ad Arsal, causando il completo isolamento della città.
La seconda metà di febbraio vede un lento avanzamento delle milizie Hezbollah e dell'esercito siriano sulle colline a nord di Yabrud, mentre l'attacco diretto alla città viene ostacolato ferocemente dai ribelli che bloccano l'avanzata alle porte della città, nelle cosiddette Fattorie di Rima. La difesa dei ribelli provoca molte perdite soprattutto tra le file di Hezbollah (alcune fonti vicine ai ribelli parlano di 70 morti) e alcuni osservatori parlano di una "sconfitta di Hezbollah nel Qalamun" e della necessità dell'esercito siriano di rimpiazzare i caduti spostando uomini da Damasco.
Il 3 marzo 2014 l'esercito siriano riesce a conquistare la cittadina di al-Sahel che si trova su una collina sopra Yabrud, permettendo di stringere ulteriormente l'assedio alla città.
Tra il 5 e il 6 marzo 2014, a seguito di un'offensiva su larga scala, l'esercito siriano riesce a controllare altre colline intorno a Yabrud e ad entrare nella periferia est della città, riuscendo a conquistare le Fattorie di Rima dopo un mese di aspri combattimenti. Contemporaneamente l'aviazione siriana bombarda le postazioni ribelli nel centro di Yabrud.

## La conquista di Yabrud
Il 14 marzo 2014 l'esercito siriano e Hezbollah lanciano l'attacco diretto alla città di Yabrud: principale centro abitato del Qalamun e roccaforte storica dei ribelli. L'esercito raggiunge facilmente la periferia orientale della città attaccando da nord e da est. La resistenza dei ribelli è piuttosto debole e i miliziani defluiscono verso il centro della città, lasciando alle truppe lealiste la possibilità di penetrare nel centro urbano utilizzando la strada principale. Alcune fonti parlano di un "crollo" delle difese ribelli e della fuga di molti miliziani verso la cittadina di Rankus. Il Fronte al-Nusra, i cui miliziani formano la prima linea di difesa, confermano la conquista della loro posizione sulla collina di Aqaba.
Il 15 marzo l'esercito regolare avanza ulteriormente verso il centro di Yabrud e contemporaneamente conquista l'ultima collina che sovrasta la città: il monte San Marone. Durante un bombardamento viene ucciso Abu Azzam al-Kuwaiti, il comandante in capo del Fronte al-Nusra nel Qalamun.
Il 16 marzo 2014 l'esercito siriano e i miliziani Hezbollah conquistano Yabrud. Seguendo la linea d'attacco del giorno precedente viene rapidamente conquistato il centro della città e, successivamente, la periferia ovest. Vengono conquistati tutti i punti strategici di Yabrud, compresa la chiesa cattolica e la moschea di Al-Akhzar. La resistenza dei ribelli è molto debole e, a parte un piccolo gruppo che combatte fino all'ultimo uomo, la maggior parte dei miliziani abbandona la città in rotta. I miliziani si disperdono per le cittadine del Qalamun ancora sotto il loro controllo, principalmente verso Flita e Rankus. Molti cercano anche di raggiungere il confine libanese con l'obiettivo di trovare riparo nella cittadina di Arsal, ma vengono intercettati dall'aviazione siriana che esegue una serie di bombardamenti e dalle guardie di confine libanesi, in allerta dal giorno precedente.
Il 17 marzo l'esercito siriano e Hezbollah completano la bonifica della città eliminando mine e ordigni esplosivi. Vengono anche svolte le prime opere per riportare la corrente elettrica in città.
Nel rapido assalto a Yabrud vengono uccisi circa 500 ribelli, quasi tutti appartenenti al Fronte al-Nusra: l'unico gruppo che non abbandona la città.
Sul motivo di una così rapida vittoria dell'esercito siriano e Hezbollah vi sono una serie di ipotesi, tra cui la carenza di equipaggiamento da parte dei ribelli, in particolare di visori notturni, e un accordo tra alcuni gruppi ribelli e l'esercito per il rilascio delle suore rapite di Maalula in cambio di un salvacondotto per uscire dalla città.
A seguito del collasso delle linee difensive ribelli a Yabrud e alla fuga di molti miliziani verso il confine, il governo libanese teme che si possa verificare uno sconfinamento massiccio di uomini armati che potrebbero ulteriormente destabilizzare la delicata area frontaliera. L'esercito libanese cerca di bloccare parte del flusso chiudendo 14 dei 18 valichi di frontiera e inviando dei commando a intercettare i miliziani. Almeno 21 persone vengono arrestate.
Il 17 marzo Robert Fisk, corrispondente del quotidiano britannico The Independent, si reca a Yabrud scortato dall'esercito siriano e descrive in maniera indipendente la situazione sul campo. Sono visibili le devastazioni condotte dalle milizie islamiste contro i luoghi religiosi cristiani, in particolare alla chiesa greco-cattolica dove sono stati distrutti affreschi, mosaici e libri antichi. I cristiani della città confermano l'imposizione da parte dei miliziani del Fronte al-Nusra di una "tassa religiosa", evento riportato anche dall'inviato de La Stampa, Domenico Quirico, che proprio a Yabrud venne rapito.

## La conquista del Qalamun settentrionale
Due giorni dopo la conquista di Yabrud, l'esercito siriano ed i miliziani di Hezbollah proseguono la loro avanzata nel Qalamun per evitare la riorganizzazione delle difese ribelli. Vengono attaccate simultaneamente le cittadine di Ras al-Ain, Ras Marrah e Rankus, dove si trova la maggior parte dei miliziani fuggiti da Yabrud. Il 19 marzo l'esercito entra nella cittadina di Ras al-Ain incontrando poca resistenza.
Dal 27 al 29 marzo l'esercito siriano ed Hezbollah concentrano i loro attacchi nella zona nord-ovest del Qalamun, con l'obiettivo di completare la conquista dell'intera parte settentrionale della regione. Il 29 marzo l'esercito siriano entra nelle due cittadine di Flita e Ras Maara. Nell'offensiva viene ucciso anche il comandante in capo dell'Esercito Siriano Libero per il Qalamun.
Ora l'offensiva governativa si concentra sulla metà meridionale del Qalamun.

## La conquista del Qalamun meridionale
A seguito di una fase di stallo motivata dall'inaspettata offensiva ribelle nel governatorato di Latakia, l'esercito siriano e le milizie sciite di Hezbollah avanzano verso le ultime cittadine controllate dai ribelli nel Qalamun meridionale. Principale obiettivo è Rankus, dove hanno trovato rifugio i miliziani ribelli fuggiti da Yabrud.
Il 7 e l'8 aprile si verificano scontri sulle alture che dominano Rankus, che viene attaccata direttamente il 9 aprile. Lo stesso giorno l'esercito siriano entra in città e ne assume il completo controllo. Durante la battaglia vengono uccisi 140 ribelli, principalmente appartenenti a milizie islamiste.
I superstiti si rifugiano nell'ultima cittadina controllata dai ribelli nel Qalamun: Zabadani, e nei pochi villaggi al confine libanese. L'accesso dei ribelli oltre frontiera viene ostacolato dalla forte presenza di Hezbollah nella valle della Beqa', confinante con il Qalamun meridionale.
Il 13 aprile 2014 l'esercito siriano e i miliziani Hezbollah lanciano una serie di incursioni volte a controllare le colline intorno a Rankus e completare la conquista della zona centrale del Qalamun. Rapidamente i ribelli vengono allontanati e viene conquistato il villaggio di Sarkha. Il giorno seguente, per evitare l'accerchiamento, i ribelli abbandonano la cittadina cristiana di Maalula, sotto il loro controllo dal novembre 2013, e i villaggi di Jebbah e Jubaadin, permettendo alle truppe siriane di avanzare sensibilmente verso le ultime postazioni a sud della regione in mano agli insorti.
Il fronte ribelle abbandona tutte le posizioni del Qalamun meridionale, arretrando fino all'ultima cittadina controllata nella regione: Zabadani. Di conseguenza esercito siriano e Hezbollah occupano tra il 15 e il 17 aprile tutti i villaggi a ridosso del confine libanese, ponendo l'assedio a Zabadani.
Il 20 aprile 2014 il presidente siriano Bashar al-Assad visita Maalula in occasione della Pasqua cristiana accompagnato dai vertici religiosi del cristianesimo siriano. Il presidente viene mostrato camminare liberamente per la cittadina e visitare i monasteri danneggiati negli scontri.
I ribelli accerchiati a Zabadani instaurano un dialogo con l'esercito siriano, volto ad evitare lo scontro e permettere una resa dei miliziani. Le trattative durano fino al 26 aprile 2014, quando tutti i miliziani si arrendono senza combattere e la cittadina viene riconquistata dall'esercito siriano.
Con la caduta di Zabadani, l'esercito siriano assume il controllo dell'intera frontiera con il Libano e conclude vittoriosamente la campagna del Qalamun, tagliando completamente le linee di rifornimento ai ribelli nella regione.